# オサムシ
オサムシ（歩行虫、筬虫）は、コウチュウ目・オサムシ亜目・陸生オサムシ類 (Geadephaga) ・オサムシ科に属する甲虫類のうち、比較的大型の種が多いオサムシ亜科 (Carabinae) に属する昆虫の総称。主として地上を歩き回る肉食の甲虫で、美しい色のものも多い。地域ごとに種分化があり、昆虫採集の対象となることも多い。
世界中にほぼ750属25,000種が分布する。オサムシ科の昆虫のオサムシ亜科以外のものや、オサムシ亜目の陸生オサムシ類に属する科の昆虫の多くはゴミムシと呼ばれる。オサムシ亜目はピエール・アンドレ・ラトレイユにより、1802年に命名された。

## 特徴
夜行性とされるが、昼に活動しているのを見ることも多い。成虫の寿命は長く、数年に及び、摂食によって栄養補給を繰り返すことで卵巣内の卵細胞を逐次発達させ、特定の季節に大型の卵を少数ずつ産卵する。マイマイカブリに至っては、卵の長径は10mmにも達し、クマバチと並び全昆虫類屈指の大きさである。
雌雄は外見からは、雄の前脚の跗節が扁平に拡大して下面に毛が密生していることで識別できる。これは交尾に際して雌の背中にしがみつくことに適応した形態だが、マイマイカブリの一部の亜種など、ごく一部にこの形態を持たないものも存在する。

## 下位分類
オサムシ亜科は大きくオサムシ族、セダカオサムシ族、チリオサムシ族、オーストラリアオサムシ族に分かれ、オサムシ族はオサムシ亜族とカタビロオサムシ亜族に分かれる。これらのうち、日本にはオサムシ族の2亜族、及びセダカオサムシ族が分布している。

## 和名の由来
オサムシの和名の「オサ（筬）」とは、機織機（はたおりき）の部品で横糸を縦糸の列にトントンと押し込み、布として一体化させる筬に由来するが、今日よく知られる形式の手織り織機の筬は長方形の櫛状で、オサムシの形状とは似ても似つかない。しかし、古式の手織り織機の中には上糸と下糸に分けた縦糸の列の間をスッと滑らせるように横糸を通す紡錘形の杼（ひ）と一体化した筬があり、オサムシの名は、なで肩の紡錘形の体をこうした形式の紡錘形の筬になぞらえて、つけられたと想像されている。
なお、後述のように一部の例外を除いてオサムシは飛翔能力を欠いているが、中胸より後の背面を覆う前翅がなで肩なのは、飛翔筋を退化させて飛翔力を失った甲虫の多くに共通した形態であり、例外的に飛翔力を持つカタビロオサムシ類の名称は、オサムシとしては異例のいかり肩の形態をよく捉えている。

## 食性
主に様々な小動物や時には新鮮な死肉を餌とする肉食性であるが、成虫は落下した果実の果肉なども摂食し、雑食性の傾向がある。
成虫はかなり獰猛であり、ジャン・アンリ・ファーブルの『昆虫記』によると、カミキリムシやカマキリも捕食するようだ。
ファーブルが『昆虫記』で紹介しているキンイロオサムシ Carabus auratus は、外部形態は日本の北海道固有種アイヌキンオサムシやオオルリオサムシに近いが、食性は本州のアオオサムシのそれであり、興味深い。この例で成虫は大型のガの幼虫、ミミズ、コフキコガネ、カミキリムシ、カマキリまでも捕食対象としている。
それに対し、幼虫は分類群や種によってミミズ、ケバエや落ち葉食のガの幼虫など秋から春にかけて群生して落ち葉を食べる地表性の昆虫の幼虫、カタツムリといったように、特定の餌を捕食しないと成長できない狭食性であることがほとんどであり、大顎の形態などに獲物に対する適応が顕著に見られる。成虫の口器は肉食性の昆虫の多くに共通した、先端が鋭角に尖った三角形の大顎に特徴づけられ、これで食物となる小動物に食いついて捕食する。
雑食性の傾向のあるオサムシの成虫も、単なる生存のためではなく繁殖に際して、特に卵巣発達のためには幼虫と同じ特定の餌の捕食を必要とすることが多い。例えばカタツムリ食のマイマイカブリは傷つけたガの幼虫や刺身などでも飼育できるが、カタツムリを餌として与えないと十分な産卵は望めない。
なお、カタツムリ食のオサムシ類は成虫の形態に食性に応じた適応が顕著に見られることが多い。この適応には頭部と胸部が細長くなって獲物の殻の入り口から深くまで首を突っ込み、奥に引っ込んだ肉や内臓を食べやすくした形質（セダカオサムシ族やマイマイカブリなど）と、大顎とこれを動かす筋肉を収めた頭部が巨大化して獲物の殻を噛み砕きながら肉や内臓を摂食する形質（マイマイカブリの佐渡島産亜種であるサドマイマイカブリなど）に二極分化している傾向がある。なお、世界的に金属光沢に富んだ美麗種にはカタツムリ食の種が多い傾向があるが、その理由は定かではない。日本産のオサムシでも、北海道に生息するオシマルリオサムシやオオルリオサムシが、こうしたカタツムリ食の美麗種である。
食性に応じた形態の適応は幼虫にも見られ、特にミミズ食の種の幼虫は、ミミズの胴体を抱え込むように食いつくことができる、円弧状に湾曲した長大な大顎を持つことが特徴的であり、これを大きく広げてフトミミズ科のミミズを待ち受け、しばしばオサムシの幼虫自身よりも長大な獲物に食いついて、毒で麻痺して動かなくなるまで跳ね飛ばされないようにしている摂食方法に対応している。このようにオサムシの食性の場合、大概はミミズ食、昆虫の幼虫食、カタツムリ食の3類型に大別されるが、ゴミムシ類と呼ばれるものの多いオサムシ科全体や、さらには陸生オサムシ類全体を見渡すと、さらに多様な食性の分類群や種が知られている。
食性と摂取する必須栄養素が似通っているため、彼らの排泄物はしばしば、鳥類、トカゲ、ヘビに見られるのと同じ、尿酸を高比率で含む白色の練り歯磨き状である。

## 幼虫
通常幼虫期は多くのオサムシ亜目の昆虫と同様に1齢から3齢までと少なく、比較的少数回の捕食で地中に潜って蛹室を作って蛹となり、成虫になる。
カタツムリ食のオサムシ類の一部、例えばマイマイカブリに至っては幼虫期は2齢までに減少し、しばしば1齢期に小型のカタツムリを1個体、2齢期に大型のカタツムリを1個体、合計大小2個体のカタツムリを捕食するだけで蛹となる。そのため、羽化して活動を開始したばかりのオサムシの成虫は体は十分大きいものの体内はスカスカな状態であり、卵巣なども未発達な状態にある。そのため彼らは外骨格の硬化を待たずしていわゆるテネラル個体のまま活動を開始するのが通例であり、雌雄問わず、繁殖には成虫期の後食が大きな意味を持つ。
これはオサムシ科と同様に幼虫がカタツムリ食、ミミズ食、ヤスデ食といったように、地表性の狭食性の捕食者として進化してきたホタル科や、これに近縁の科の甲虫が、しばしば1年以上、ときには数年にわたる長い幼虫期と5齢程度の多くの齢期を持ち、成虫はほとんど摂食をせずに羽化した段階で十分充実した体と発達した生殖巣を持ち、幼虫期の摂食による栄養蓄積のみで産卵することと好対照を成す。

## 後翅の退化
カタビロオサムシ亜族に属する種以外の大半のオサムシの後翅は小さくなるか、しばしば糸状になるまで退化して飛ぶ事はできない。そのため、地理的な種分化が激しく起きており、種分化や種分化後の種の維持機構、分布境界における交雑による遺伝子浸透などの絶好の研究材料として進化系統学や生態学の研究材料として盛んに研究が行われている。また、この「退化」は極めて歴史が浅いと考えられ、マークオサムシなどは時折「退化」していない立派な後翅を備えた先祖帰り個体が突然変異的に出現する（筋肉は伴っていないので飛翔は出来ない）。逆に、後翅だけでなく上翅までもが丸ごと消失してしまっているマイマイカブリの異常個体も稀に出現する。

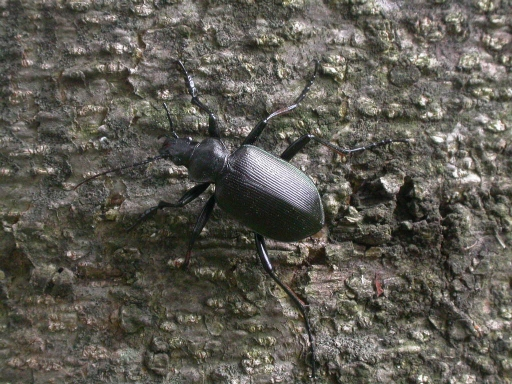
札幌市郊外の樹幹上で獲物を探すクロカタビロオサムシ Calosoma maximoviczi sauteri の雄。いかり肩の前翅と樹幹上を歩行していることに注意。

カタビロオサムシ亜族のオサムシは多くのオサムシ類と異なり、地表のみでなく樹上をも活動範囲としてチョウやガの幼虫を専門に捕食するのみならず、飛翔によって広域移動をすることが知られる。
例えばクロカタビロオサムシは、ブナアオシャチホコやマイマイガなど周期的に大発生するガの幼虫を主たる餌としており、これらの大発生と減少に伴って激しく増減することが知られるが、獲物のブナアオシャチホコ幼虫を食い尽くした森林から昼間に大挙して飛び立ち、別の森林に群を成して移動することが目撃されている。また人間に開発された農村や都市近郊のような環境に適応し、畑などでヨトウムシなどを捕食しているエゾカタビロオサムシが、夜間郊外の住宅地の街灯に飛来しているのを見ることも稀ではない。また、カタビロオサムシ類は他のオサムシ類に比べて卵も小さく、産卵数も1桁ほど多い傾向にある（多くのオサムシ類が一生にせいぜい数十粒なのに対し、カタビロオサムシ類では一生に数百粒の産卵能力があると言われている）。産卵方法も、他のオサムシ類が腹部の末端だけを土中に差し込み、丁寧に部屋を作って1粒ずつ時を置いて産卵するのに対し、カタビロオサムシ類は体の全体を土中に埋めて一度に何粒もまとめて産卵することが、エゾカタビロオサムシで観察されている。
日本ではガ類の幼虫食で都市部でも見られるエゾカタビロオサムシ、カタツムリ食で特異な形をしているマイマイカブリ、フトミミズ科食で関東地方に多いアオオサムシなどがよく知られている。

## 人間とのかかわり
オサムシ類は腹部から噴射される分泌物にメタアクリル酸を含むため皮膚炎を引き起こすことがある。

## エピソード
漫画家の手塚治虫（本名：治）のペンネームは、幼少時から昆虫少年で昆虫採集愛好家でもあった彼が、愛するオサムシを織り込んだものである。本人は「てづかおさむし」と訓読することを強く希望していたが、編集者や読者の違和感が大きく、また「氏」をつけたときに「おさむしし」となり「し」が重なって読みにくいので、「おさむ」と訓読することとした。